# Monte LeSchack
Il Monte LeSchack (in lingua inglese: Mount LeSchack) è una ben distinta montagna dalla cima appiattita, alta 2.265 m, situata sul fianco settentrionale del Perkins Canyon, nel Wisconsin Range della catena dei Monti Horlick, nei Monti Transantartici, in Antartide.
Il monte è stato mappato dall'United States Geological Survey (USGS) sulla base di rilevazioni e foto aeree scattate dalla U.S. Navy nel periodo 1959-60.
La denominazione è stata assegnata dall'Advisory Committee on Antarctic Names (US-ACAN), in onore di Leonard A. LeSchack, sismologo che faceva parte del gruppo che ha trascorso l'inverno del 1958 presso la Stazione Byrd.